# SC Kundl
Der SC Kundl ist ein österreichischer Fußballverein aus der Marktgemeinde Kundl im Bezirk Kufstein in Tirol und wurde 1946 gegründet. Der Sportclub war von 1969 bis 1974 in der damaligen zweitklassigen Regionalliga West vertreten. Die Kampfmannschaft spielt derzeit in der Regionalliga Tirol. Am 18. Juni 2022 stieg der SC Kundl als Meister der Tiroler Liga in die Regionalliga Tirol auf.

## Geschichte
Der SC Kundl wurde 1946 von Ernst Wöll, Alois Wendtner, Max Riml, Raimund Springhetti, Leonhard Haas und Josef Haun ins Leben gerufen. 1958 stieg der Klub erstmals in die drittklassige Landesliga auf, als Landesmeister gelang 1968 der Aufstieg in die zweitklassige Regionalliga West. Der SC Kundl konnte in der Zweitklassigkeit auf Anhieb eine gute Rolle spielen und mit dem dritten Platz 1970/71 sein bestes Ergebnis der Vereinsgeschichte verzeichnen. Bei der Ligareform und der Regionalliga-Auflösung 1974 verpasste der Sportclub allerdings um vier Punkte auf den SK Bischofshofen die Qualifikation zur Nationalliga, sodass die Kundler zurück in die drittklassige Landesliga mussten.
Der SC Kundl konnte sich in der Folgezeit in der Drittklassigkeit etablieren, das hieß bis 1977 Landesliga, anschließend bis 1980 Alpenliga und danach in der neuen Regionalliga West. Im ÖFB-Cup-Sechzehntelfinale konnte der Club am 3. September 1985 unter Spielertrainer Bruno Schiestl die SSW Innsbruck vor 1.500 Zuschauern mit 6:2 (3:2) besiegen. Nach dem zwischenzeitlichen Abstieg 1988 gelang der sofortige Wiederaufstieg. In den Spielzeiten 1995/96 und 1997/98 scheiterten die Unterinntaler jeweils nur knapp als Vizemeister an dem Aufstieg in die 2. Division, 1996 standen die Kundler zudem im Cup-Viertelfinale.
2003 musste der SC Kundl aus der Regionalliga absteigen, 2007 gelang der Wiederaufstieg als Tiroler Landesmeister. 1.600 Zuschauer kamen zum entscheidenden Meisterschaftsspiel gegen den SC Schwaz, welches mit 2:1 gewonnen wurde. Ab Sommer 2008 spielte der SC Kundl wieder in der Tiroler Landesliga. Nach zwei Vizemeistertiteln gelang nach einem fulminanten Frühjahr 2022 der Meistertitel in der Tiroler Liga, und damit verbunden der erneute Aufstieg in die Regionalliga.
Bekannte Spieler
- Christoph Freund
- Theo Grüner
- Christian Hochschwarzer
- Richard Kitzbichler
- Mathias Perktold
- Sebastian Siller
- Wolfgang Spanring

## Titel und Erfolge
- 6 × Zweitligateilnahme: 1968/69 bis 1973/74 (Regionalliga West)
- 4 × Meister der Tiroler Liga: 1989, 1994, 2007, 2022

- 3 × Tiroler Landescupsiegers: 1995, 1999, 2000
- 1 × Viertelfinale Österreichischen Fußballpokal: 1995/96